# District de Sri Ganganagar
Le district de Sri Ganganagar est un district de l'État du Rajasthan en Inde.